# ワレンチン・ユマシェフ
ワレンチン（ヴァレンチン）・ボリソヴィチ・ユマシェフ（ロシア語: Вали́н Бори́сович Юма́шев、ラテン文字転写の例：Valentin Borisovich Yumashev、1957年12月15日 -  ）は、ロシアのジャーナリスト、政治家。ペルミ出身。ボリス・エリツィン時代の1997年3月11日から1998年12月7日まで大統領府長官を勤めた。
1973年、16歳のときモスクワに移る。1978年モスクワ大学ジャーナリズム学部を卒業し、「モスコフスキー・コムソモーレツ」紙編集部を経て、「コムソモリスカヤ・プラウダ」紙編集部に入る。1987年「アガニョーク」誌に移り、1991年副編集長、1995年編集長になる。
1996年ロシア大統領選挙の後、エリツィンに請われる形でメディア担当の大統領顧問に就任し、エリツィンの著書『エリツィンの手記』などの執筆をしている。1997年第一副首相兼蔵相に転じたアナトリー・チュバイスの後任として大統領府長官に就任する。1998年大統領府長官を解任後も夫人のタチアナ、オリガルヒのボリス・ベレゾフスキーとともに権勢を振るい、エフゲニー・プリマコフ首相解任を画策したとされる。また、1999年末にエリツィンが大統領を電撃辞任した際には、辞任演説を準備した。2000年「エリツィン・ロシア初代大統領基金」に勤務。
最初の夫人との間に一女ポーリーナ（ポーリーン）がいる。ポーリーンはオレグ・デリパスカ夫人。エリツィンの二女でエリツィン政権後期にボリス・エリツィン大統領の家族を中心とする側近グループ（セミヤー）の中核となったタチアナ・ディアチェンコと再婚。2002年4月に娘マリアが生まれた。
ユマシェフ夫妻は、モスクワ・シティ（モスクワ国際ビジネスセンター）の高層ビル、インペリア・タワーとキャピタル・シティの半分（49.58パーセントのシェア）を所有している。
2009年ユマシェフは一家そろってオーストリアの市民権を取得した。
2022年5月30日、同年4月中にウラジーミル・プーチン大統領の顧問を自ら辞任していたとロイターが報じた。